# Österrikes förbundsländer

Indelning av Österrikes förbundsländer.

Österrikes förbundsländer (tyska: Bundesland) är nio till antalet och motsvarar den högsta nivån i Österrikes administrativa indelning.

## Beskrivning
Österrike är en förbundsrepublik, och den federala strukturen gör att förbundsländerna har långtgående självstyre. Förbundsländerna förfogar över lagstiftande makt och har sina egna grundlagar (tyska: Landesverfassung), som dock måste vara förenliga med den federala grundlagen (tyska: Bundesverfassung). Den parlamentariska enheten som stiftar lagar kallas för lantdag (tyska: Landtag). Den verkställande makten ligger hos förbundslandsregeringen (tyska: Landesregierung) samt regeringschefen som kallas för Landeshauptmann/Landeshauptfrau. Rättsväsendet finns emellertid uteslutande på federala nivån.
Förbundsländerna är dessutom federala administrativa enheter, som är i sin tur uppdelade i ett antal distrikt (tyska: Bezirk). Inom Europeiska unionen motsvarar förbundsländerna NUTS 2-regioner. 

## Översikt av de nio förbundsländerna
| Vapen                  | Förbundsland     | Huvudstad    | Landeshauptmann/ Landeshauptfrau | Befolkning (1 jan 2015) | Area (km²) | Befolkningstäthet (invånare/km²) | BRP per capita (€) (2010) | Antal distrikt (1 maj 2015) | Antal kommuner (1 maj 2015) |
| ---------------------- | ---------------- | ------------ | -------------------------------- | ----------------------- | ---------- | -------------------------------- | ------------------------- | --------------------------- | --------------------------- |
| Burgenland             | Burgenland       | Eisenstadt   | Hans Peter Doskozil (SPÖ)        | 288 356                 | 3 961,80   | 72,8                             | 23 200                    | 7 (+2)(1)                   | 171                         |
| Kärnten                | Kärnten          | Klagenfurt   | Peter Kaiser (SPÖ)               | 557 641                 | 9 538,01   | 58,5                             | 28 700                    | 8 (+2)                      | 132                         |
| Niederösterreich       | Niederösterreich | Sankt Pölten | Johanna Mikl-Leitner (ÖVP)       | 1 636 778               | 19 186,26  | 85,3                             | 28 200                    | 21 (+4)                     | 573                         |
| Oberösterreich         | Oberösterreich   | Linz         | Thomas Stelzer (ÖVP)             | 1 437 251               | 11 979,91  | 120,0                            | 33 800                    | 15 (+3)                     | 442                         |
| Land Salzburg          | Salzburg         | Salzburg     | Wilfried Haslauer (ÖVP)          | 538 575                 | 7 156,03   | 75,3                             | 39 300                    | 5 (+1)                      | 119                         |
| Steiermark             | Steiermark       | Graz         | Christopher Drexler (ÖVP)        | 1 221 570               | 16 401,04  | 74,5                             | 29 600                    | 12 (+1)                     | 287                         |
| Tyrolen (förbundsland) | Tyrolen          | Innsbruck    | Günther Platter (ÖVP)            | 728 826                 | 12 640,17  | 57,7                             | 35 400                    | 8 (+1)                      | 279                         |
| Vorarlberg             | Vorarlberg       | Bregenz      | Markus Wallner (ÖVP)             | 378 592                 | 2 601,12   | 145,5                            | 36 200                    | 4                           | 96                          |
| Wien                   | Wien             | –            | Michael Ludwig (SPÖ)             | 1 797 337               | 414,65     | 4 334,6                          | 44 300                    | 0 (+1)                      | 1                           |

(1) (x) ... Antal städer som räknas som distrikt (tyska:  Statutarstadt)